# Tricyrtis ishiiana
Tricyrtis ishiiana là một loài thực vật có hoa trong họ Măng tây. Loài này được (Kitag. & T.Koyama) Ohwi & Okuyama miêu tả khoa học đầu tiên năm 1962.